# La Caravane des hommes traqués
Pour plus de détails, voir Fiche technique et Distribution.
La Caravane des hommes traqués (Canyon River) est un film américain de Harmon Jones sorti en 1956.

## Synopsis
Steve Patrick est le riche propriétaire d'un ranch. Mais il décide de tout vendre pour ramener un troupeau de mille vaches provenant d'une autre région. Mais son second, Bob Andrews, accepte les propositions d'un voleur d'animaux pour tendre une embuscade à Patrick et ses bêtes...

## Fiche technique
- Titre :  La Caravane des hommes traqués
- Titre original : Canyon River
- Réalisation : Harmon Jones
- Scénario et histoire : Daniel B. Ullman
- Directeur de la photographie : Ellsworth Fredricks)
- Montage : George White
- Musique : Marlin Skiles
- Production : Richard V. Heermance
- Genre : Western
- Pays :  États-Unis
- Durée : 79 minutes (1 h 19)
- Date de sortie :
  -  États-Unis : 5 août 1956

## Distribution
- George Montgomery VF : Claude Bertrand) : Steve Patrick
- Marcia Henderson (VF : Jacqueline Ferrière) : Janet Hale
- Peter Graves (VF : Jacques Thébault) : Bob Andrews
- Richard Eyer (VF : Linette Lemercier) : Chuck (Jacques dit « Jacquot » en VF) Hale
- Walter Sande (VF : Serge Nadaud) : Maddox
- Robert J. Wilke (VF : Jean Clarieux) : Joe Graycoe
- Alan Hale Jr. (VF : Pierre Morin) : George Lynch
- John Harmon (VF : Georges Hubert) : Ben
- Jack Lambert (VF : Serge Sauvion) : Kincaid
- William Fawcett (VF : Albert Montigny) : Jergens
- Francis MacDonald (VF : Paul Forget) : le 1er rancher
- Harry Strang (VF : Jean d'Yd) : le 2e rancher
- Hart Wayne (VF : Jean Brunel) : le 3e rancher
- Charles Watts (VF : Émile Drain) : McCullough
- Ray Teal (VF : René Blancard) : M. Reed
- Bud Osborne (VF : Jacques Thiery) : le responsable de l'association des vachers
- Stafford Repp (VF : Henry Charrett) : le barman